# 杰夫·奇格
杰夫·奇格（英語：Jeff Cheeger，1943年12月1日—），男，美国数学家。

## 生平
纽约大学柯朗数学研究所教授。2021年邵逸夫数学奖获得者。